# King’s Bounty II
King’s Bounty II ist ein am 24. August 2021 erschienenes rundenbasiertes Strategiespiel, welches von 1C Entertainment entwickelt und von Prime Matter, einem Distributionslabel von Plaion, veröffentlicht wurde. Das Spiel ist der direkte Nachfolger des 2008 erschienenen King’s Bounty: The Legend und erschien zeitgleich für Windows, Nintendo Switch, PlayStation 4, Xbox One. Eine eigenständige Fassung für PlayStation 5 wurde entgegen ursprünglicher Ankündigung nicht veröffentlicht.
Neben den rundenbasierten Strategie-Elementen verfügt das Spiel über Rollenspiel-Elemente. Gegenüber dem Vorgänger ist die taktische Komplexität und Spieltiefe durch die Einbeziehung von Höhenunterschieden und anderen Hindernissen ins Spielgeschehen gestiegen.

## Rezeption
Das Spiel erhielt gemischte Kritiken.

„King’s Bounty 2 ist ein zweischneidiges Schwert. Zum einen hat mich die völlige Abkehr von der isometrisch, strategischen Spielweise ziemlich überrascht. Ich kann verstehen, wenn Serien-Veteranen sich in diesem Spiel nicht mehr wiederfinden. Mich persönlich hat es nach kurzer Eingewöhnung nicht mehr gestört. Allerdings hätte ich mir mehr Sorgfalt gewünscht, wenn man sich schon für diesen Third-Person-Ansatz entscheidet. Auf der anderen Seite haben mich aber die taktischen Kämpfe wirklich überzeugt.“

„Herausfordernder Mix aus Fantasy-Rollenspiel und Rundenstrategie – leider mit holprigem Balancing und mäßiger Story.“